# Tuineje
Tuineje è un comune spagnolo di 13 797 abitanti situato nella comunità autonoma delle Canarie, sull'isola di Fuerteventura.